# 円明院 (市川市)
圓明院（えんみょういん）は、千葉県市川市湊にある真言宗豊山派の寺院。

## 歴史
1560年（永禄3年）、覚厳によって開山された。東京都江戸川区の善養寺の末寺である。
開山以来何度も災難に遭ってきた。そのため、開山当初の建物や記録は残っていない。当院の山門は1738年（元文3年）に建てられた。1992年（平成4年）の改修時に判明した。また半鐘は1788年（天明8年）に鋳造されたものである。

## 交通アクセス
- 行徳駅より徒歩7分。